# Guillaume Deneufbourg
Guillaume Deneufbourg (Bergen, 12 september 1980) is een Belgische taalkundige gespecialiseerd in de Franse taal, vertaler Nederlandse literatuur en docent aan de Faculté de Traduction et Interprétation - École d'interprètes internationaux (FTI-EII) van de Universiteit van Bergen in België. Zijn vertalingen omvatten werken van Nederlandse historicus Geert Mak, Nederlandse schrijver en opiniemaker Rutger Bregman, Nederlandse romanschrijvers Martin Michael Driessen en Jaap Robben, en romanschrijfster Simone van der Vlugt, voor wie hij verschillende historische romans heeft vertaald.

## Biografie
Hij behaalde een masterdiploma in Vertalen aan de Universiteit van Bergen (België) in 2002 en een master-na-master in Toegepaste Taalkunde en Vertaalwetenschap in 2013. Hij voltooide zijn opleiding tijdens literaire workshops in Amsterdam, Antwerpen en Parijs, evenals een opleiding aan het Europees Centrum voor Literair Vertalen in Brussel.
Hij is geaccrediteerd door het Nederlands Letterenfonds en vertaalt romans, essays en poëzie sinds 2015. Zijn eerste vertaling, een bundel poëtische zeer korte verhalen (ZKV’s) van Nederlandse schrijver A.L. Snijders, N'écrire pour personne (Belangrijk is dat ik niet aan lezers denk), stond in 2017 op de shortlist van de Révélation de Traduction-prijs van de Société des Gens de Lettres. Hij heeft ook een aantal andere prijzen gewonnen, waaronder de Saint-Jérôme Vertaalprijs van de Verenigde Naties in 2019 en 2020.
Deneufbourg is ook de voormalige voorzitter van de Belgische Kamer van Vertalers en Tolken (2017-2021) en zit momenteel in de Raad van de Fédération internationale des traducteurs (FIT).
- Bibliothèque nationale de France: cb17164166q (data)
- International Standard Name Identifier: 0000 0004 6515 4342
- Nederlandse Thesaurus van Auteursnamen: 418095515
- Système universitaire de documentation: 204672147
- Virtual International Authority File: 152151050187233412747
- WorldCat: E39PCjxyhm6XwqVcY3gwp4GFgC